# Écluse de Portiragnes
L'écluse de Portiragnes est une écluse à chambre unique du canal du Midi. Elle est située sur la commune de Portiragnes dans le département de l'Hérault en région Occitanie.
Construite vers 1676, elle se trouve à 218,3 km de Toulouse à 5 m d'altitude. Les écluses adjacentes sont l'écluse ronde d'Agde à l'est et l'écluse de Villeneuve à l'ouest.